# Win the Race
«Win the Race» (с англ. — «Выиграть гонку») — первый сингл немецкой группы Modern Talking с альбома America, выпущенный 26 февраля 2001 года.

## Чарты

### Недельные чарты
| Чарты (2001)                    | Позиция в чарте |
| ------------------------------- | --------------- |
| Австрия (Ö3 Austria Top 40)     | 14              |
| Германия (GfK)                  | 5               |
| Poland (Music & Media)          | 13              |
| Romania (Romanian Top 100)      | 4               |
| Швеция (Sverigetopplistan)      | 36              |
| Швейцария (Schweizer Hitparade) | 31              |

### Чарты в конце года
| Чарты (2001)                     | Позиция в чарте |
| -------------------------------- | --------------- |
| Germany (Official German Charts) | 64              |

## Предыстория
Песенное творчество группы Modern Talking условно можно разделить на две тематические части — любовь и победа. Первый раз тема победы в соревновании появилась уже в 1985 году, на втором сингле группы, «You Can Win If You Want». С тех пор синглов с такой ярко выраженной победной тематикой в творчестве группы не было. Однако, в начале 2001 года, когда песня «Win The Race» была уже записана, Дитер Болен и фирма грамзаписи решили выпустить её первым синглом к готовящемуся 10-му альбому группы, хотя тематика сингла несколько выбивалась из общего ряда песен, посвященных Америке.

## Запись сингла
Запись сингла проходила в Гамбурге. Песня представляет собой очень динамичную танцевальную композицию. Аранжировка богата звуками фанфар. Впервые во втором периоде творчества группы (то есть с 1998 года), в работе над синглом не принимал участие рэпер Эрик Синглтон — было решено, что рэп неуместен в данной песне. На сингле представлены 3 варианта песни: альбомная, инструментальная, а также глубокий, ещё более динамичный ремикс, выполненный группой Scooter, записанный заново и кардинально отличающийся от оригинальной версии аранжировкой. Кроме того, в качестве би-сайда на сингле представлена альбомный вариант песни «Cinderella Girl» и её инструментальная версия.

## Список композиций
Сингл выпущен только в формате CD, и состоит из 5 треков:
1. «Win The Race» — Radio Edit 3:35
2. «Win The Race» — Instrumental 3:39
3. «Win The Race» — Scooter Remix 4:43
4. «Cinderella Girl» 3:34
5. «Cinderella Girl» — Instrumental 3:34

Также был выпущен промодиск, содержащий только одну версию песни:
1. «Win The Race» — Radio Edit 3:35

## Промоушн
При создании видеоклипа к песне была применена технология хромакей, при которой во время пост-обработки голубой фон был превращён в сцену в полуразрушенном храме, на которой стоят участники дуэта, и поют песню. Клип щедро снабжён документальными кадрами спортивной хроники.
Песня «Win The Race» была выбрана официальным гимном гонок Формулы-1 в 2001 году и стала громким хитом группы.
С этим синглом группа выступала на множестве телепередач, таких как «The Dome», «Top Of The Pops», и многих других. В Германии песня пребывала 3 месяца в чартах продаж и достигла 5 места, что является очень хорошим показателем для группы. В других странах песня завоевала в чартах и эфирах радиостанции и музыкальных телеканалов достойные высокие места.